# The Strongest
The Strongest är en boliviansk fotbollsklubb från La Paz. Klubben grundades 8 april 1908. The Strongest har deltagit i många internationella turneringar i Sydamerika, bland annat Copa Libertadores, Copa Sudamericana och Copa Merconorte.
Ärkerival är fotbollsklubben Bolívar, som också är från La Paz.

## Kuriosa[1]
The Strongest är världens enda fotbollsklubb som deltagit i en väpnad konflikt som stridande styrka.
Under början av Chacokriget, närmare bestämt den 21 juli 1932, bestämde fotbollsklubben sig för att strida för hemlandet. Större delen av The Strongests dåvarande lag samt medlemmar av fotbollsklubben listade sig hos den bolivianska försvarsmakten och utgjorde en cirka 600 man stor stridsstyrka. 
Mellan den 10 och 25 maj 1934, vid La Batalla de Cañada Strongest (slaget vid Strongest-ravinen) segrade den stridande fotbollsklubben över paraguayanska soldater. En händelse som fick Cañada Esperanzas (Esperanza-ravinen) namn ändrat till Cañada Strongest (Strongest-ravinen).

## Inom populärkulturen
I filmen Fuertes från 2019 återges händelserna från kriget och slaget som fotbollsklubben vann.